# Освальд Заградник
Освальд Заградник (словац. Osvald Zahradník; 16 листопада 1932, Великий Бичків, тоді Чехословаччина, нині Рахівський район, Закарпатська область, Україна — 16 серпня 2017, Братислава, Словаччина) — словацький драматург.

## Життєпис
У 1957 році закінчив Карлів університет у Празі, де вивчав філософію і психологію. Працював методистом у празькому концертному агентстві, потім — режисером Чехословацького радіо в словацькому місті Банська Бистриця. У 1967 році дебютував радіоп'єсою «Святість невинності».
У 1972 року на сцені Словацького національного театру відбулася прем'єра психологічної драми «Соло для годинника з передзвоном», в 1977 році — «Сонатини для павича».
Всього Заградник написав більше двадцяти п'єс, серед яких «Прелюдія в мінорі» (1984), «Post scriptum» (1985), «Ім'я для Михайла» (1985), «Півострів Різдва» (1986), «Долетимо до Мілана» (1996), «Плата за помилку» (1998). У 1987–1990 роках Заградник очолював Спілку театральних діячів Словаччини. До своєї смерті продовжував писати п'єси про звичайних людей і їхню непотрібність нікому. 

## Театральні постановки
П'єса «Соло для годинника з передзвоном» присутня у театральному просторі України. Серед постановок — Олександр Білозуб на сцені Національного академічного драматичного театру ім. Івана Франка (2006), Олександр Дзекун на сцені Полтавського академічного обласного українського музично-драматичний театр ім. Миколи Гоголя (2012), Ігор Славинський на сцені Київського академічного Молодого театру (2014), Валентин Козьменко-Делінде на сцені Національного театру ім. Лесі Українки (2024).

## Нагороди
- 2000, 28 квітня — Медаль Пушкіна (Росія) — за великий особистий внесок у розвиток російсько-словацьких культурних зв'язків[6]
- 2003 — Хрест Прібіни II класу (Словаччина)